# Izydor Modelski
Izydor Modelski, poljski general, * 1888, † 1962.